# Bągart
Bągart [pronunciación en polaco: /ˈbɔŋɡart/]  es un pueblo ubicado en el municipio (gmina) de Kijewo Królewskie, en el distrito de Chełmno, voivodato de Cuyavia y Pomerania, Polonia. Según el censo de 2011, tiene una población de 175 habitantes.
Está situado aproximadamente a 3 kilómetros al sur de Kijewo Królewskie, a 13 kilómetros al sur de Chełmno, a 27 kilómetros al noroeste de Toruń y a 33 kilómetros al noreste de Bydgoszcz.